# Anár megye

Kermán tartomány megyéinek elhelyezkedése

Anár megye (perzsául: شهرستان انار) Irán Kermán tartományának északnyugati megyéje az ország középső, délkeleti részén. Délnyugaton és nyugaton Sahr-e Bábak megye, északról a Jazd tartományban lévő Mehriz megye és Báfg megye, keletről, délkeletről és délről Rafszandzsán megye határolják. Székhelye a 43 500 fős Anár városa. Összesen két város tartozik a megyéhez: Anár, a megye székhelye, illetve Aminsahr. A megye lakossága 36 897 fő. A megye egy kerületet foglal magába, amely a Központi kerület.
Korábban Anár megye Rafszandzsán megyéhez tartozott. Együttes lakosságuk 291 417 fő volt 2006-ban.

## Fordítás
- Ez a szócikk részben vagy egészben  az   Anar County című angol Wikipédia-szócikk ezen változatának fordításán alapul.  Az eredeti cikk szerkesztőit annak laptörténete sorolja fel. Ez a jelzés csupán a megfogalmazás eredetét és a szerzői jogokat jelzi, nem szolgál a cikkben szereplő információk forrásmegjelöléseként.